# Wärtsilä 64
Wärtsilä 64 ist eine Typenfamilie von Dieselmotoren des finnischen Konzerns Wärtsilä. Gemessen an Hubraum und Leistung ist der Wärtsilä 64 der größte Viertaktdieselmotor der Welt und darüber hinaus war er der erste Viertaktmotor mit einem Wirkungsgrad von über 50 %. Konzipiert ist er als Mittelschnellläufer für Frachtschiffe und ist für den Betrieb mit Rückstandsölen sowie Dieselmotorenkraftstoff geeignet.
Der erste Prototypentest des Motors erfolgte im September 1996, an den Kunden ausgeliefert wurden die ersten Aggregate im Herbst 1997. Hergestellt werden die Motoren in Triest. Ursprünglich sollte die Zylinderleistung 2,01 MW betragen, dieser Wert wurde später durch eine Erhöhung des Drehmoments auf 2,15 MW/Zylinder gesteigert. Angeboten wird der Motor als Reihenmotor mit sechs, sieben, acht oder neun Zylindern, die Leistung beträgt somit 12,9 MW, 15,05 MW, 17,2 MW oder 19,35 MW. Die Nenndrehzahl beträgt 333,3 min−1, die mittlere Kolbengeschwindigkeit 10 m/s.